# کتیا سالسکوف-ایورسن
کتیا سالسکوف-ایورسن (دانمارکی: Katja Salskov-Iversen؛ زادهٔ ۱۹ اوت ۱۹۹۴) قایقران قایق بادبانی زن اهل دانمارک است.